# ひとこと言わせて!!
ひとこと言わせて!!は、CS局である朝日ニュースターで、2007年3月まで月曜日から金曜日の13:10～13:55に生放送されていたテレビ番組である。翌朝の4:15～5:01に再放送が行われていた。
週ごとにテーマを決めて、視聴者と電話で話し合う。なお、朝日ニュースターのホームページ・ファックス・はがきで呼び込み、出演が決まった場合、スタッフがどのような形で参加できるか打ち合わせを行う。
年に数回のスペシャルでは、街頭ロケによるインタビュー形式で市民の声を伝えるほか、気になるお店なども紹介する。過去のスペシャルでは三軒茶屋、原宿、浅草、巣鴨が取り上げられた。
ボーネルンド社が販売する教育玩具がオブジェとして飾られており、ときどき紹介される。

## 出演
- 荻島正己（病気などで休む場合はディレクターの指宿泰洋（いぶすき・やすひろ）が担当する。この場合は、呼び込みはテーマ曲に乗せてテロップだけで行われる。）

## テーマ曲
- 「if in this world」荻島が静岡放送アナウンサー時代にケッタウェイズ名義で製作した曲。